# Дрвени дувачки инструменти
Дрвени дувачки инструменти (ита. Legni, нем. Holzblater, фра. instrument à vent de bois, енгл. Wood-winds, рус. духовые инструменты) су група музичких инструмената (познати и као аерофони инструменти од грч. αερο ваздух и φονος звук) код којих се звук производи дувањем, у већини случајева из уста и плућа свирача. Струјање ваздуха покреће на треперење језичке направљене од трске. Они се, иако се данас граде и од дрвета и од метала или комбинације ова два, називају дрвеним јер сви (осим саксофона) потичу од чисто дрвених инструмената.

## Репрезентативни инструменти
Данас, главни представници ове групе инструмената, који се срећу у класичној музици су:
- пиколо флаута[7][8]
- флаута
- обоа
- енглески рог (Corno inglese – C.i.)
- кларинет
- бас-кларинет
- саксофон (Saxofono – Sax.)
- фагот
- контрафагот (Contrafagotto – Cfg.)

Улога дрвених дувачких инструмената у оркестру је разнолика. Иако у техничком и изражајном погледу немају толико широки распон различитих могућности као гудачки инструменти, ипак се појединачни инструменти, поред карактеристичних боја, одликују и великом покретљивошћу, а и читав велики звучни фонд оркестра у свим регистрима покривен тоновима произведеним на дрвеним дувачима. Могуће их је стога применити у сваком моменту за сваку мелодијску линију у било ком регистру. Ипак, имају, као и лимени дувачи један велики недостатак, а то је физичка ограниченост људским дахом.
Бројни састав дрвених дувача у оркестру зависи од величине оркестра и захтева композитора. Обично се сматра да је у камерним или мањим оркестрима потребан и пожељан једноструки састав, односно по један представник основне регистарске варијанте:
- једноструки састав
  - 1 флаута
  - 1 обоа (Ob.)
  - 1 кларинет
  - 1 фагот

У већим оркестрима, разликују се следећи састави:
- двојни састав
  - 2 -{Fl.
  - 2 Ob.
  - 2 Cl.
  - 2 Fg.}-

(каткад се у овом саставу може предвидети да извођач II флауте свира и пиколо флауту (означава се са II Fl. muta in Picc.), а такође су могуће и II Ob. muta in C.i. (енглески рог), као и II Cl. muta in Cl.B (бас-кларинет), што је ређи случај)
- тројни састав (најчешћи састав)
  - 1 
  - 2  (ili 3 Fl., при чему )
  - 2 
  - 1  (ili , при чему )
  - 2 
  - 1  (ili , при чему )
  - 2 
  - 1  (ili 3 Fg., при чему )
- четворни састав
  - 1  (ређе )
  - 3  (понекад III Fl. muta in Fl. contralto)
  - 3 
  - 1 
  - 3 
  - 1  (ређе )
  - 3 
  - 1  (ређе )[9]

### Флауте
Флауте производе звук усмеравајући фокусирану струју ваздуха испод ивице отвора у цилиндричној цеви. Породица флаута се могу поделити на две подфамилије: отворене флауте и затворене флауте.
Да би произвео звук са отвореном флаутом, од свирача се тражи да дува млаз ваздуха преко оштре ивице која затим цепа ваздушни ток. Ова подељена ваздушна струја затим делује на ваздушни стуб који се налази у шупљини флауте, узрокујући да вибрира и производи звук. Примери отворених флаута су попречна флаута, панова фрула и шакухачи. Древне фруле ове сорте, укључујући и бамбусове, често су биле направљене од цевастих делова биљака као што су трава, трска, бамбус и издубљене гране дрвећа. Касније су флауте прављене од метала као што су калај, бакар или бронза. Модерне концертне фруле су обично направљене од легуре метала високог квалитета, које обично садрже никл, сребро, бакар или злато.
Да би произвео звук са затвореном флаутом, од свирача се тражи да дува ваздух у канал. Овај канал делује као канал који доводи ваздух до оштре ивице. Као и код отворених флаута, ваздух се тада цепа; ово узрокује да стуб ваздуха унутар затворене флауте вибрира и производи звук. Примери ове врсте флауте укључују кљунасту флауту, окарину и оргуље.